# Estação Mexicaltzingo (SITEUR)
A Estação Mexicaltzingo é uma das estações do VLT de Guadalajara, situada em Guadalajara, entre a Estação Juárez e a Estação Washington. Administrada pelo Sistema de Tren Eléctrico Urbano (SITEUR), faz parte da Linha 1.
Foi inaugurada em 1º de setembro de 1989. Localiza-se no cruzamento da Estrada do Federalismo com a Rua Mexicaltzingo. Atende os bairros Mexicaltzingo, San Antonio e Moderna.